# Sidera Lodoicea
Sidera Lodoicea est le nom donné par l'astronome Jean-Dominique Cassini aux quatre lunes de Saturne découvertes par lui dans les années 1671, 1672 et 1684 et publiées dans sa Découverte de deux nouvelles planètes autour de Saturne en 1673 et dans le Journal des sçavans en 1686. Ces satellites sont aujourd'hui connus sous les noms suivants, donnés en 1847 :

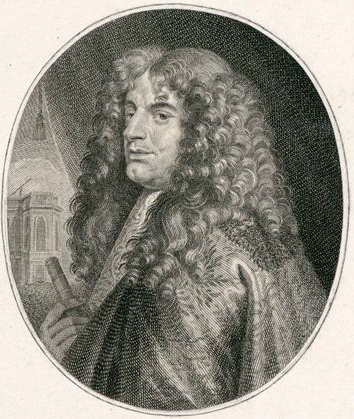
Cassini

- Japet ou Saturne VIII, découverte le 25 octobre 1671
- Rhéa ou Saturne V, découverte le 23 décembre 1672
- Téthys ou Saturne III, découverte en mars 1684
- Dioné ou Saturne IV, découverte en mars 1684

|  |  |  |  |

Le nom Sidera Lodoicea signifie « étoiles ludoviciennes », du latin sidus, « étoile », et Lodoiceus, un adjectif ad hoc inventé à partir de Lodoicus, l'une des nombreuses formes latines du nom français Louis (reflétant une forme plus ancienne, Lodhuwig). Cassini voulait que le nom honore le roi de France Louis XIV, qui régna de 1643 à 1715 et qui était le bienfaiteur de Cassini en tant que fondateur de l'Observatoire de Paris, dont Cassini était le directeur.

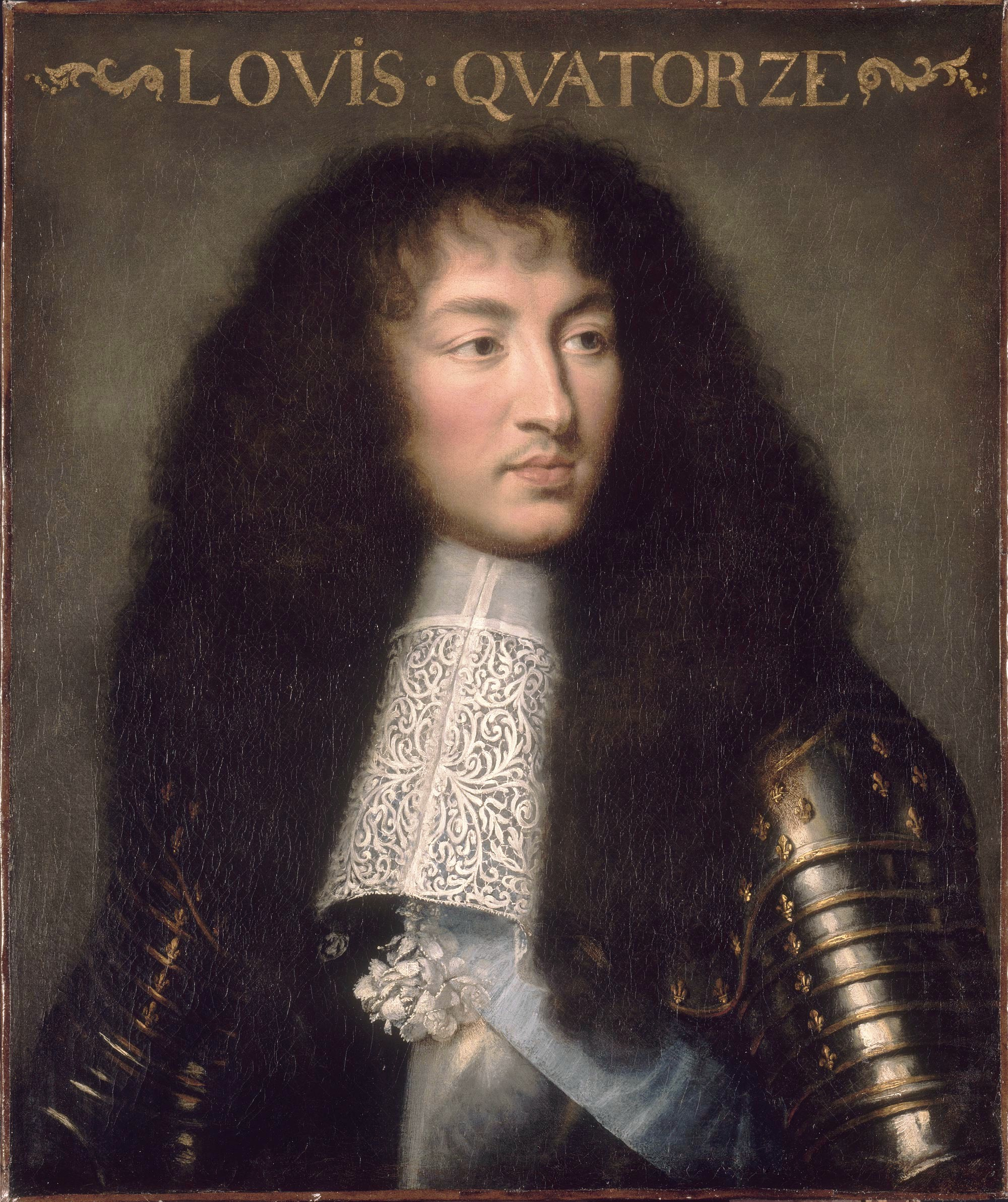
Louis XIV

Dans sa conclusion, Cassini explicite les motivations de son choix pour cette dénomination :

« Les anciens astronomes jaloux de l'honneur de leurs nouvelles découvertes leur ont donné les noms des plus fameux Héros de l'antiquité, & ces noms leur sont demeurés jusqu'à cette heure , quelqu'effort qu'on ait fait dans les siecles suivans pour les changer. Galilée imitant leur exemple voulut honorer la maison de Medicis de la découverte des Satellites de Jupiter qu'il avoit faite sous la protection de Cosme II. au commencement de ce siècle : & ces astres seront toûjours connus sous le nom de Sidera Medicea.
Les Satellites de Saturne plus elevez encore & plus difficiles à découvrir ne sont pas indignes de porter le nom de LOUIS LE GRAND, puisqu'ils ont esté découverts sous le Regne glorieux de S M. & par les secours extraordinaires que sa magnificence fournit aux Astronomes de son observatoire de Paris. Nous pouvons donc à juste titre les appeller SIDERA LODOICEA, sans crainte que la postérité nous reproche l'erreur où sont tombez quelques Astronomes sur de pareilles choses sous le regne precedent ; ni que le temps puisse détruire ces Monuments illustres de la gloire du Roy, qui seront plus durables encore que les marbres & le bronze que l'on éleve aujourd'huy avec tant d'éclat & de justice à l'immortalité de son nom. »